# Sam Whiskey
Sam Whiskey – amerykański western komediowy z 1969 z Burtem Reynoldsem w roli tytułowej.

## Obsada
- Burt Reynolds - Sam Whiskey
- Angie Dickinson - Laura Breckenridge
- Ossie Davis - Jedidiah "Jed" Hooker
- Clint Walker - O. W. Bandy
- William Schallert - pan Perkins
- Woodrow Parfrey - Thorston Bromley
- Rick Davis - "Gruby" Henry Hobson
- Anthony James - kuzyn Leroy
- Del Reeves - rybak
- John Damler - Hank
- Robert Adler - Pete
- Sidney Clute - Clem
- Chubby Johnson - stary kowal

i inni...

## Zarys fabuły
Awanturnik i poszukiwacz przygód Sam Whiskey zostaje wynajęty przez Laurę Breckenridge do odzyskania złota, które spoczywa we wraku statku na dnie rzeki Platte. Zostało ono wcześniej skradzione z mennicy w Denver i zastąpione ołowianymi podróbkami przez jej zmarłego męża. Z pomocą starego kompana O. W. Bandy'ego i miejscowego kowala Jeda Hookera Samowi udaje się wydobyć skarb. Następnie Sam udając rządowego urzędnika dostaje się na teren mennicy.